# Thea Nielsenová
Thea Nielsenová (nepřechýleně Thea Nielsen; 27. května 1853 Kragerø – 20. února 1917 Oslo) byla norská fotografka působící ve městech Larvik, Porsgrunn, Drammen a Kristiania.

## Životopis
Používala také název firmy "Thea Nielsen & Comp." a "Thea Nielsen & Co., Porsgrund og Laurvig". V roce 1896 převzala ateliér v Torvetu v Larviku, který v roce 1898 přenechala J. E. Ludwigsenovi. V roce 1909 se přestěhovala do Prindsens Gade 4 a později žila na adrese Grensen 1B, až do své smrti v roce 1917.
Pravděpodobně provozovala také ateliér na adrese Nansetg. 27, pod názvem Thea Nielsen's Eftf. Po Thee Nielsenové ateliér převzal fotograf Harald Widerøe. V roce 1902 přenechal ateliér Anně Hansenové, která jej v roce 1903 přenechala Lauritzovi L. Brynovi.
Přestěhovala se do Kristianie, kde řadu let pracovala jako fotografka. Používala také adresu Kirkegaden 30, Kristiania.
Při sčítání lidu v roce 1875 žila se svou matkou Amalií Nielsenovovou (* 1822 v Kragerø) na adrese Thorvald Meyers gate 57 v Kristianii. Mora byla vdova a v dokumentech nese pracovní označení „pletařka“. Při sčítání lidu v roce 1910 bydlela na adrese Grensen 1b v Kristianii. Žila s matkou, kterou podporovala. V obou případech byla uvedena jako neprovdaná.

## Ateliéry
- asi 1887 – asi 1890: Larvik, neznámá adresa
- 1890–1896: Larvik, Torvet 4
- 1892–1894: Porsgrunn
- 1894: Drammen
- Přibližně 1895: Kristiania, Grændsen 2
- Přibližně 1905: Kristiania, Kirkegaden 50
- Přibližně 1915: Kristiania, Grændsen 13

## Galerie

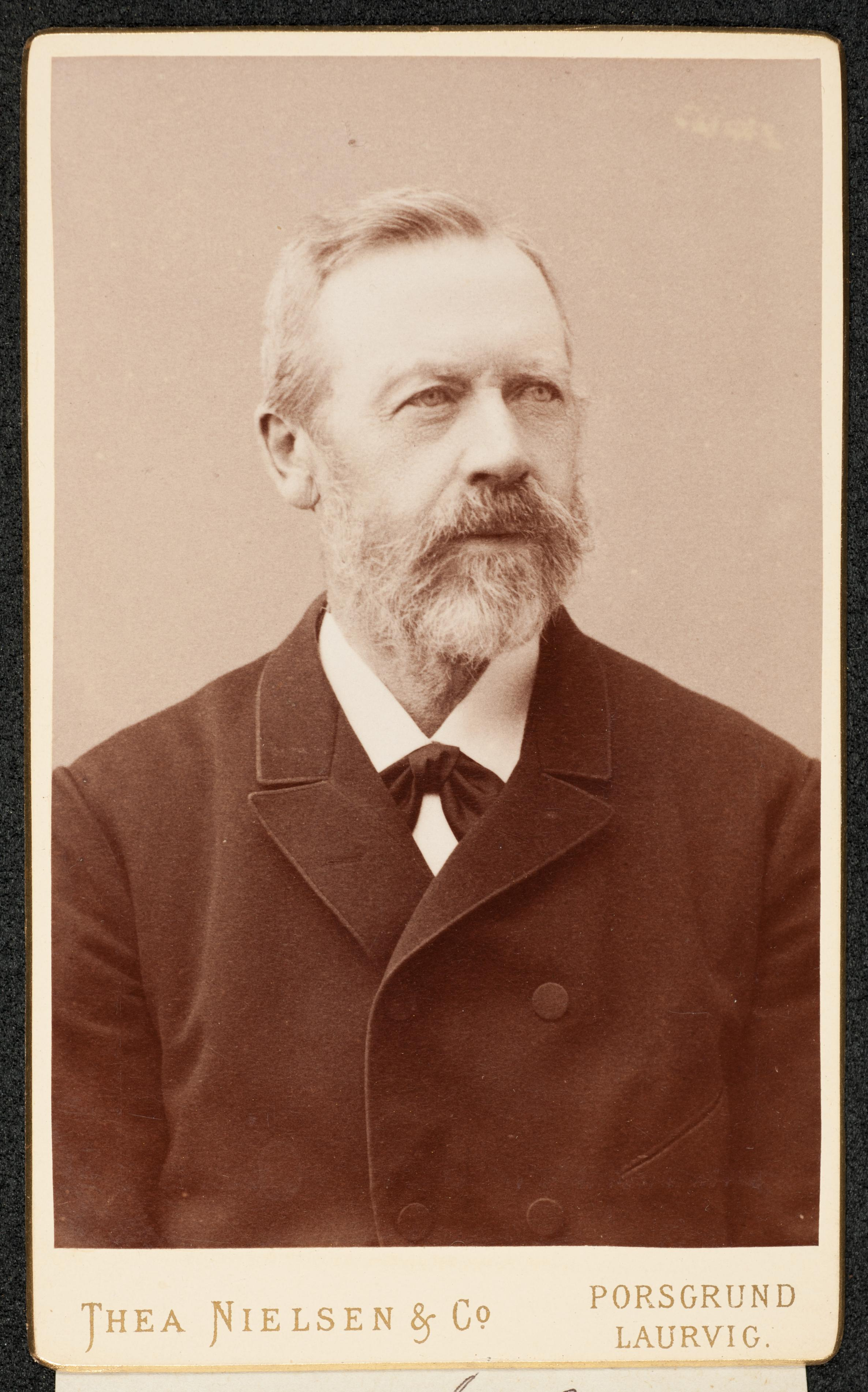
Halvor Bentsen
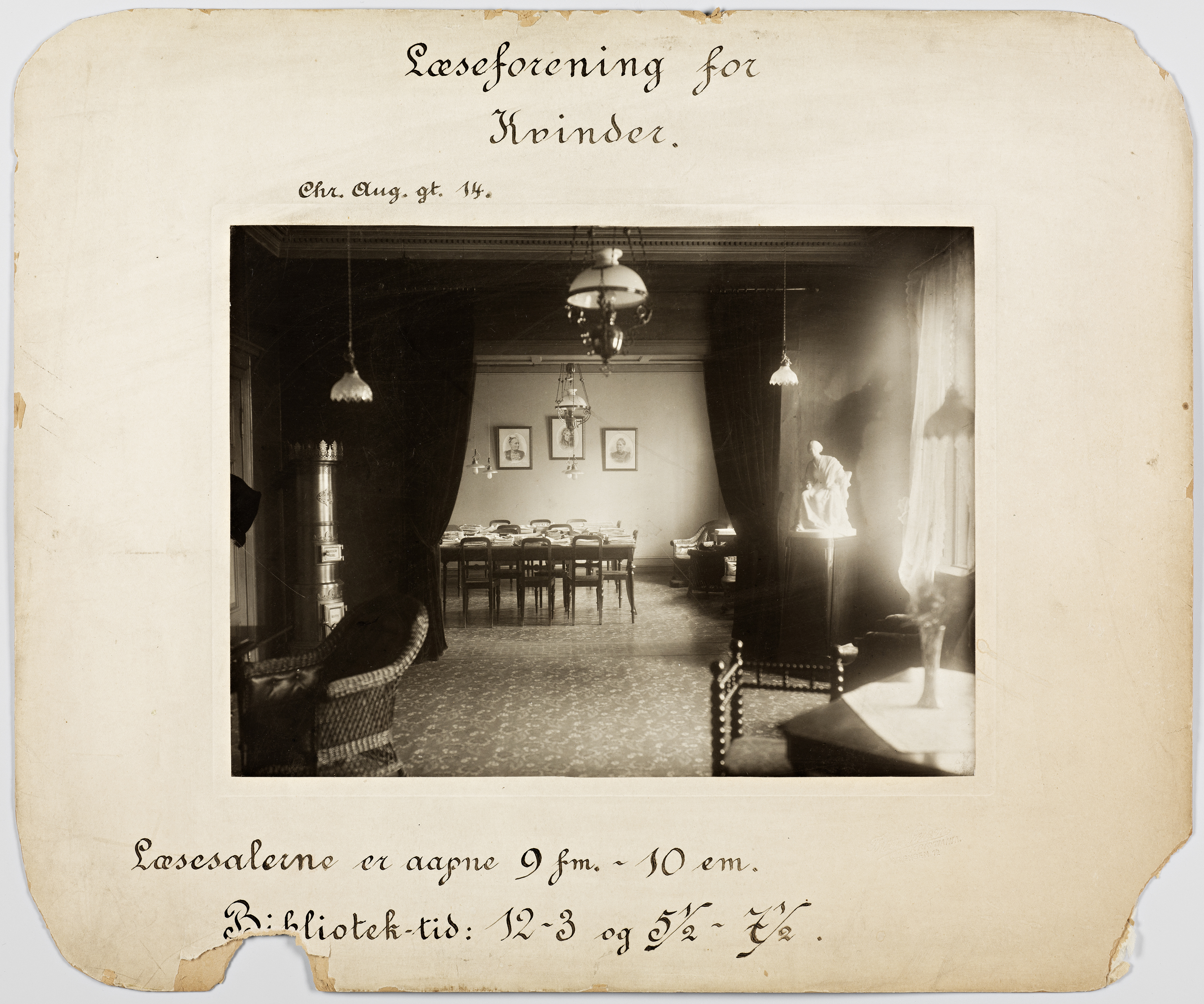
Čtenářský spolek pro ženy
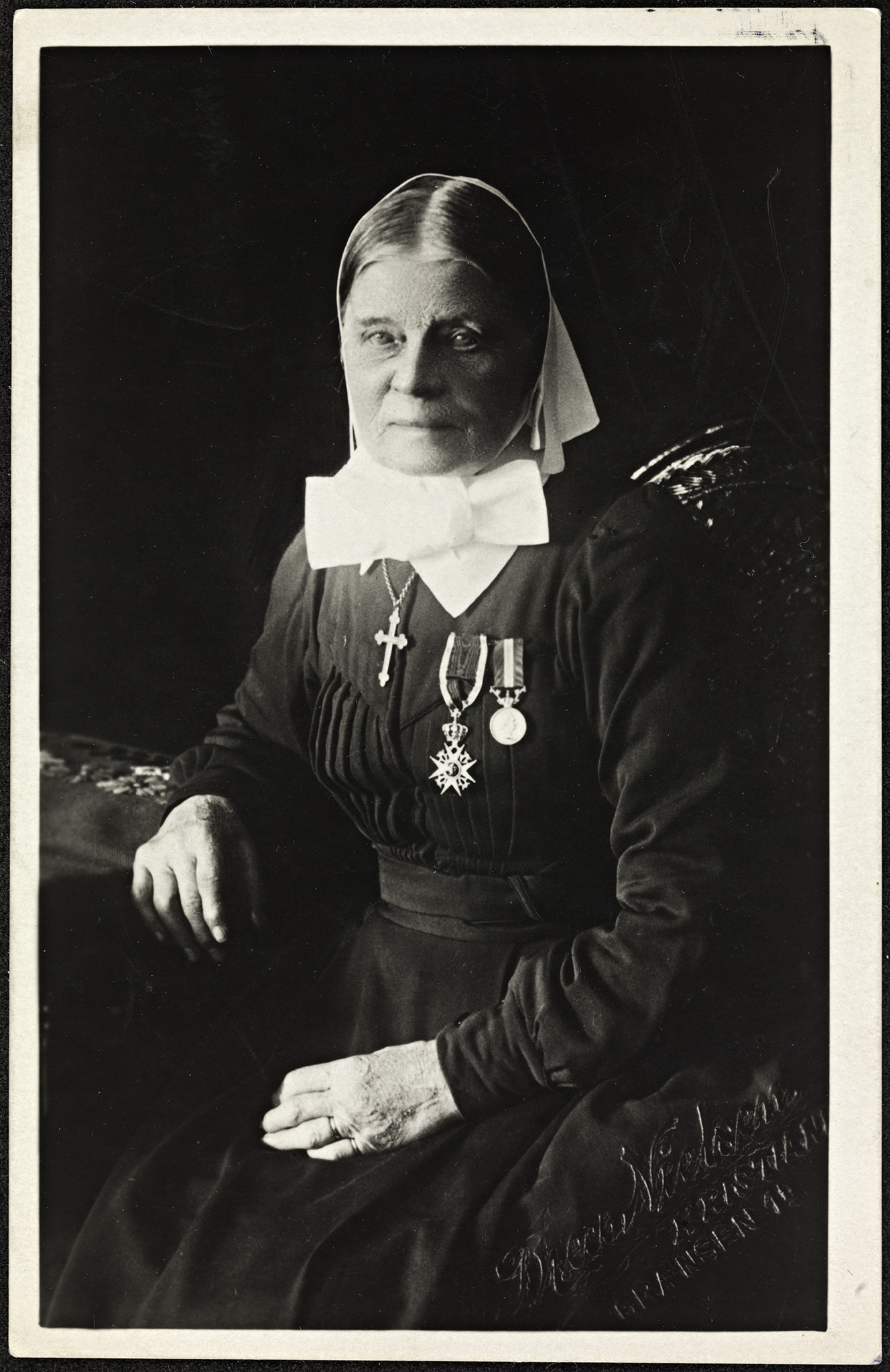
Portrét Cathinky Guldbergové, cca 1915
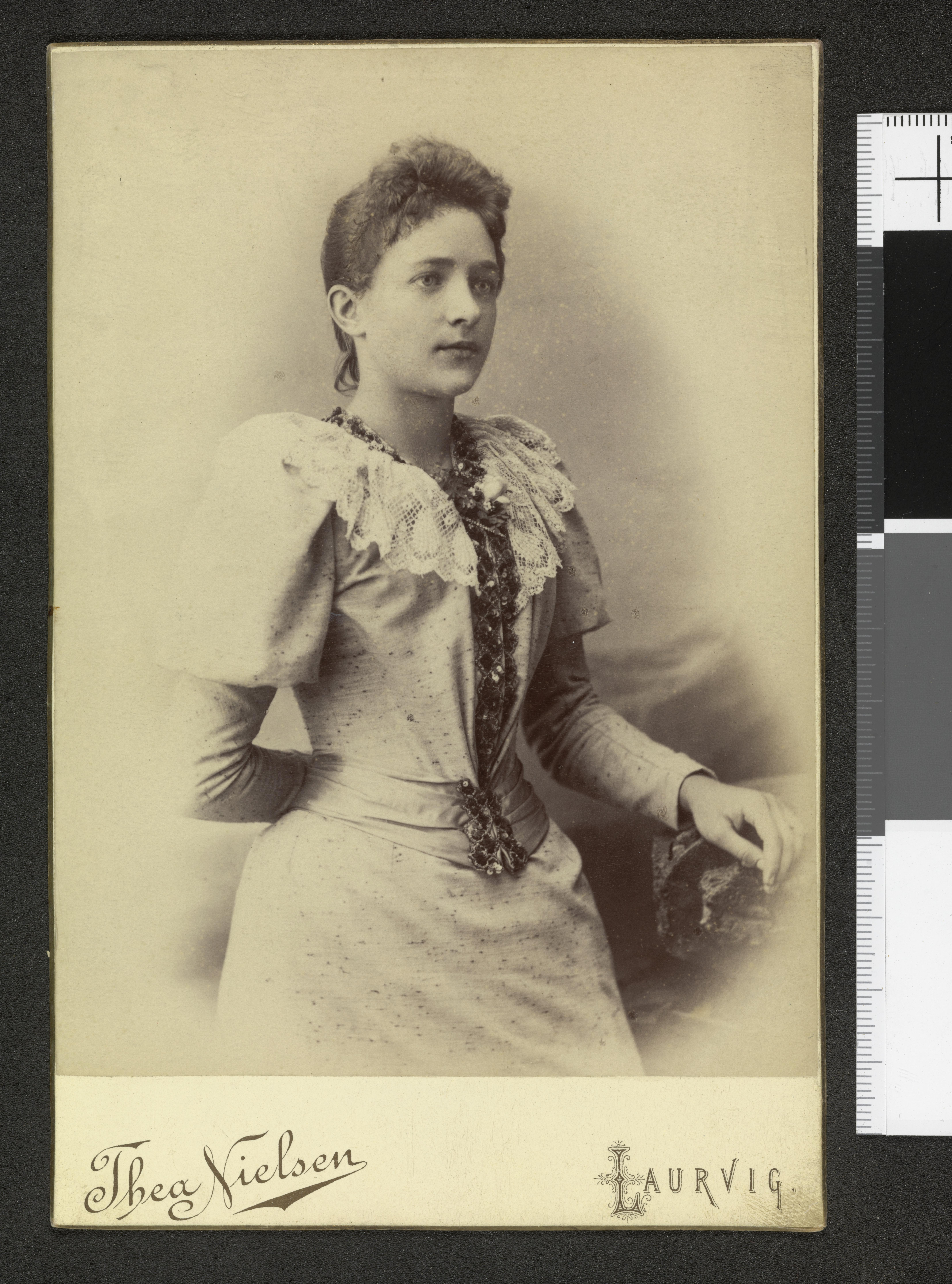
Portrét neznámé ženy